# Valentin Guenchev
Valentin Guenchev –en búlgaro, Валентин Генчев– (3 de abril de 2000) es un deportista búlgaro que compite en halterofilia.
Ganó dos medallas en el Campeonato Europeo de Halterofilia, oro en 2022 y bronce en 2021, ambas en la categoría de 67 kg.

## Palmarés internacional
| Campeonato Europeo | Campeonato Europeo | Campeonato Europeo | Campeonato Europeo |
| Año                | Lugar              | Medalla            | Categoría          |
| ------------------ | ------------------ | ------------------ | ------------------ |
| 2021               | Moscú (Rusia)      | Medalla de bronce  | 67 kg              |
| 2022               | Tirana (Albania)   | Medalla de oro     | 67 kg              |